# Sieglinde Hofmann
Pour les articles homonymes, voir Hofmann.
Sieglinde Hofmann, née le 14 mars 1945 à Bad Königshofen, est membre de la deuxième génération de la Fraction armée rouge.

## Biographie
Elle étudie à l'école catholique pour filles et termine un apprentissage d'assistante médicale. Elle travaille comme travailleur social à Heidelberg en 1970. Elle se radicalise et rejoint le RAF en 1976.
À l'été 1976, avec les membres, Siegfried Haag, Peter-Jürgen Boock et Stefan Wisniewski, ils participent à un camp d'entraînement militaire au Yémen du Sud.
Elle a joué un rôle dans la planification et l'exécution des opérations de la campagne «77». Le 5 septembre 1977, elle a ouvert le feu avec un pistolet sur le convoi du président Hans Martin Schleyer.
Le 11 mai 1978, elle est arrêtée avec à Zagreb, et est déportée par les autorités yougoslaves à Aden, dans le sud du Yémen. Elle retourne en 1979 en Europe et prend part à la tentative d'assassinat de l'ancien commandant suprême des forces alliées de l'OTAN en Europe, Alexander Haig.
En mai 1980, elle est arrêtée au cours d'une réunion clandestine dans un appartement à Paris et livrée à la République fédérale d'Allemagne. En raison de son implication dans la tentative d'enlèvement du banquier Jürgen Ponto Hofmann, elle est condamnée à 15 ans de prison.
En 1990, plusieurs membres de la RAF sont arrêtés, ils l'ont dénoncée comme étant une organisatrice. Elle est inculpée une seconde fois. Elle est condamnée à la réclusion à perpétuité pour l'attaque sur le bâtiment du Procureur général, l'attaque contre le commandant de l'OTAN Alexander Haig et l'enlèvement et l'assassinat de Hanns Martin Schleyer et ses compagnons.
En 1999, elle obtient une libération conditionnelle.